# فرودگاه بهامو
فرودگاه بهامو (به انگلیسی: Bhamo Airport) یک فرودگاه همگانی با کد یاتا BMO است که یک باند فرود آسفالت دارد و طول باند آن ۱۶۷۷ متر است. این فرودگاه در کشور میانمار قرار دارد و در ارتفاع ۱۱۳ متری از سطح دریا واقع شده‌است.

## شرکت‌های هواپیمایی و مقصدهای پروازی
| شرکت‌های هواپیمایی         | مقصدهای پروازی | Route    |
| ------------------------- | -------------- | -------- |
| Myanmar National Airlines | ماندالای       | Domestic |
| Yangon Airways            | یانگون         | Domestic |